# Betarmon
Betarmon là một chi bọ cánh cứng trong họ 
Elateridae.
Chi này được miêu tả khoa học năm 1858 bởi Kiesenwetter.

## Các loài
Chi này có các loài:
- Betarmon bisbimaculatus (Fabricius, 1803)